# سیارک ۱۷۰۸
سیارک ۱۷۰۸ (به انگلیسی: 1708 Polit، نامگذاری:1929XA) هزار و هفتصد و هشتمین سیارک کشف شده‌است که در ۱ دسامبر ۱۹۲۹ کشف شد.
قدر مطلق سیارک برابر ۱۱٫۸۰ است.